# 中央站 (米蘭地鐵)
中央站（義大利語：Centrale）是米蘭地鐵2號線和米蘭地鐵3號線的一個交會車站。中央站於1970年開始使用，並在1990年成為2號線和3號線的交會車站。在1971年之前，中央站是2號線的終點車站。車站名稱取自於米蘭中央車站。